# Saracho von Rossdorf
Saracho von Rossdorf (Rosdorf), auch Saracho von Corvey, (* um 1010; † 9. Januar 1071 in Corvey) war von April 1056 bis Januar 1071 Abt der Benediktinerabtei Corvey.

## Leben
Nach dem Tod Abt Arnolds I. von Falkenberg – im Amt von 1051 bis 2. Oktober 1055 – wurde Saracho von Rosdorf umgehend mit der kommissarischen Leitung des Klosters betraut, seine Bestätigung und Weihe erfolgte jedoch erst im Frühjahr 1056. Er ließ 1056 zum Amtsantritt ein Schenkungsregister erstellen. Dieses unterscheidet zwischen Besitzungen und Gerechtsamen des Klosters, sowie zwischen „älteren“ Schenkungen, die es zwischen 822 und 875 erhielt und „jüngeren“ aus der Zeit zwischen 965 und 1037. Seine Berufung zum Abt eines der bedeutendsten Reichsklöster verdankte er mutmaßlich seinen verwandtschaftlichen Beziehungen zum Hause Northeim/Boyneburg, dessen damaliger Vertreter, Otto I. von Northeim, Herzog von Bayern und Hauptvogt des Klosters Corvey war.
Als Abt eines Reichsklosters gehörte Saracho von Rosdorf automatisch zum Beraterkreis des deutschen Königs und Kaisers. Somit war es Ausdruck seiner großen Bedeutung, dass sich am 30. Juni 1060 König Heinrich IV. nebst Mutter und Vormündern zu Besuch in Corvey einfand.
Sarachos Unglück war, dass seine Amtszeit in die frühen Jahre König Heinrich IV. fiel. Dieser war 1056 ein sechsjähriges Kind, das unter der Vormundschaft seiner Mutter Agnes von Poitou sowie der Erzbischöfe Anno II. von Köln und Adalbert von Hamburg-Bremen stand.
Am 9. März 1062 hält sich Saracho von Rosdorf in der Kaiserpfalz Goslar auf und gehört gemeinsam mit den Bischöfen Egilbert von Minden, Imad von Paderborn, Äbtissin Adelheid von Gandersheim und Herzog Otto von Bayern zu den Befürwortern und Zeugen einer Schenkung König Heinrich IV. an das Bistum Hildesheim.
Nur ein Jahr später, am 6. September 1063, schenkt der minderjährige Heinrich IV. unter Einfluss seines Vormunds, Erzbischof Adalbert von Hamburg-Bremen, diesem die reiche und mächtige Abtei Corvey. Saracho von Rosdorf akzeptiert dieses Ränkespiel nicht und bemüht sich um die Unterstützung seines Verwandten Otto von Northeim, sowie von Papst Alexander II. Schon im darauffolgenden Jahr 1064 erteilt Papst Alexander II. dem Kloster Corvey unter seinem Abt Saracho von Rosdorf die päpstliche Unmittelbarkeit. Damit war das Kloster der Aufsicht und dem Einfluss des Hamburger Erzbischofs entzogen. Als sich zusätzlich Otto von Northeim als mächtiger Reichsfürst und Hauptvogt Corveys einschaltet, brechen der König und sein falscher Berater zusammen und bestätigt im Juni 1066 zu Hersfeld dem Kloster ebenfalls seine Unabhängigkeit (libertas).
Im Jahr 1067 toben im Herzogtum Sachsen Aufstände gegen den jungen König und seine falschen Berater. Kloster Corvey sowie die nahegelegene Stadt Höxter werden in Mitleidenschaft gezogen.
1068 wohnte Abt Saracho der Einweihung der Domkirche zu Paderborn durch Bischof Imad bei.
Nach 1068 tat sich Saracho als Bauherr hervor. So gehen auf ihn umfangreiche Sanierungsarbeiten im und am Kloster selbst, diverse Kirchenbauten innerhalb der zum Kloster gehörigen Ortschaften sowie die Initiative zum neuerlichen Bau der St. Kilianskirche in Höxter zurück.
Am 9. Januar 1071 stirbt Saracho zu Corvey. Sein Nachfolger wurde Warin II. von Corvey.